# Артур Холмс Хауелл
Артур Холмс Хауелл (англ. Arthur Holmes Howell, 1872—1940) — американський зоолог, найбільш відомий своєю польовою роботою з вивчення ссавців та птахів в Алабамі, Арканзасі, Флориді, Джорджії, Айдахо, Іллінойсі, Кентуккі, Луїзіані, Міссурі, Монтані, Нью-Мексико та Техасі.

## Життя та робота
Хауелл народився в Лейк-Гроув, штат Нью-Йорк. У 1889 році він став членом Американської спілки орнітологів. До 1895 року він супроводжував Вернона Бейлі як польовий асистент під час досліджень у Монтані, Айдахо, Вашингтоні та Орегоні.
Хауелл описав кількох ссавців і птахів, зокрема сірого кажана, приморського горобця та червонохвостого бурундука. У 1898 році він відвідав острів Грейт-Галл і підтвердив вимирання полівки Microtus pennsylvanicus nesophilus.
Хауелл опублікував 118 робіт, зокрема: Birds of Arkansas (1911), Birds of Alabama (1924), Florida bird life (1932).